# 松井証券
松井証券株式会社（まついしょうけん、英: Matsui Securities Co., Ltd.）は、 東京都千代田区麹町に本社を置く日本の証券会社。

## 概要
1918年（大正7年）に松井房吉により、松井房吉商店として創業する。1931年に法人化し、株式会社松井商店を設立する。1947年に商号を松井證券株式会社とする（その後、2000年に松井証券株式会社に変更）。
長らく一般的な中堅の証券会社であったが、2代目社長・松井武の婿養子となった松井道夫が1995年に4代目社長に就任すると、松井証券はインターネット証券の世界に参入した。この松井道夫の経営方針に、最初、社内から反対の声もあったが、インターネット証券に参入したことで、多くの人たちから支持されて、口座開設数も増えた。その後も、松井証券は大きく成長し、2001年8月には、インターネット取引専業の証券会社として、日本で初めて東証第1部の株式市場に上場した。オンライン証券取引を専門に扱う業者としては、日本において最大手だった時代もあった。
経営陣には、1997年に経営破綻した山一證券の幹部なども名を連ね、商品開発などで功績を挙げた。
2020年3月末、総合口座数123万口座を持つ。

## サービス

### ネットストック
オンライン取引参入当初は、株式会社ファイテックと共同でオンライン・トレーディングシステム「NetStock2000」を開発・使用し、他社へも販売しようとしていた。2002年5月連休明けからは日本フィッツ（幾度かの合併を経て現在はSCSK）が開発したシステムを使用している。
- 口座開設・維持費用の原則無料化
- ボックスレート
1999年10月の株式委託手数料完全自由化時に1日の約定金額合計によって手数料を計算する範囲料率制の手数料体系。約定金額の合計には、現物取引と信用取引を合算できる。他社では従来の1約定毎に課金する方式とボックスレートのような方式を毎月顧客が選択できるようにしているところが多いが、松井証券だけはボックスレートのみとなっている。
- ミニ・ボックスレート
1日の約定代金の合計が10万円以下なら手数料が無料になるという手数料体系のこと。当初は時限サービスだったが、恒久化されている。一部銘柄が無料対象外となる場合がある。2006年4月の手数料改定からは30万円まで315円（税込）と、50万円まで525円（税込）もミニ・ボックスレートの範囲に含まれる。
- トリガーメール
「トリガーメール」は松井証券の登録商標。
- ループトレード
同一約定日・同一受渡日における異なる銘柄の株式への連続した乗換売買のこと。金融当局に確認したところ問題ないという回答を得られたため実現できた。なお、当初は愛称が公募され、「はしご株取引」という愛称になったが、ループトレードの方が有名になってしまい、「はしご株取引」という愛称は現在同社も使用していない。今ではネット証券では当たり前のサービスになっている。
- ネットストック・ハイスピード
注文可能なパソコン用トレーディングツールでWindows専用のアプリケーション。ダブルクリックで注文出来る「株式スピード注文」が特徴。無料で使用可能。
- ハイスピードα(アルファ)
注文可能な携帯用トレーディングツール。iアプリ。無料で使用可能。
現在は機種、事業会社が大幅に拡大された。
- ネットストックトレーダー、ディーリング・ブラウザ
- 「預株」（よかぶ）制度
顧客から預かった株券を日本証券金融に貸し出し、その対価として「預株料」を受け取れる制度。「株券保護預り手数料」と逆の発想から生まれたものである。なお、「預株」「よかぶ」は松井証券の登録商標である。
- 損益通算支援サービス
会社更生法の適用申請・上場廃止等で、1円で売ろうとしても買い手がつかない銘柄に、松井証券が「1円で買い向かう」クロス取引を実施し売買を成立させるサービス。上場廃止後に特定管理口座で「みなし譲渡損失」を計上するより、1円で売却した方が優遇措置である「損失の3年間繰越控除」を活用できるというメリットがあり、松井証券では特定管理口座を取り扱っていない。ただし、上場廃止になっても、1円以上で売買が成立する例が多く、このサービスが実際に必要になるケースは極めて稀である。

- 夜間現物買取引「夜市」
2006年10月11日を最後に開かれておらず、実質休業となっていたが、2007年11月30日でサービス終了となった。
- 未成年口座
- 携帯専用口座〜パソコン ご無用〜
- 逆指値
通常の逆指値であるが、逆指値の利用申請を行わないと使用できない。
- 一日信用取引
株式信用取引の差金決済解禁に合わせて2013年1月より始まったデイトレード専用サービス。株を買った（もしくは空売った）当日中に反対売買による決済を行うことを条件に売買手数料が完全無料となる。名前の通り信用取引のみで現物は非対象（ただし現引きによる現物化は可能)。当日中に反対売買を行わなかった場合は翌営業日に強制決済されることになり所定の手数料がかかる。一般信用取引の仕組みを使っているため売買できる銘柄にはある程度の制限がかかるが代わりに非貸借銘柄でも空売りが可能な「プレミアム空売り」を行うことも可能である。また多くの場合信用取引の行えない新規上場銘柄などでも上場初日から信用取引(プレミアム空売り含む)が出来るというメリットも存在する。

### 過去に取り扱っていた商品、サービス
- IPO落選お詫び料の還元
IPOに落選した時に50円をもらえるというサービス。100万円ぐらいの資金があれば、銀行預金よりも高い利回りが期待できる。松井道夫の「自分たちが損をする事を考えろ」という逆説的な号令にもとづき考案された。2006年4月の手数料改定と同時に廃止されたが、その後の手数料値上げの際に復活することはなかった。
- 「配当金パック」（一括受取り）サービス
株式配当金が証券口座に自動で振り込まれるサービス。日本フィッツから提供される予定だったが、中止になった。
- 投資信託
投信プロジェクトチームが始動。
- 債券
昔は既発の割引債を電話で売っていた。
- NetGold(貴金属保証金取引)
2004年1月末日をもって、金保証金取引(NetGold)のサービスを休止。

### 入出金

#### 入金
- 専用入金先銀行口座への銀行振込（振込手数料:顧客負担）
- ネットリンク入金（振込手数料:無料。×は、携帯電話向けサービスの利用については不可）
  - ゆうちょ銀行[4]
  - みずほ銀行[4]
  - 三菱UFJ銀行[4]
  - 三井住友銀行[4]
  - りそな銀行[4]
  - 埼玉りそな銀行[4]
  - PayPay銀行[4]
  - セブン銀行[4]
  - 楽天銀行[4]
  - auじぶん銀行[4]
  - スルガ銀行[4] ×
  - 京都銀行[4] ×
  - 関西みらい銀行[4]
  - 福岡銀行[4][5][6]
- MATSUI Bankによる、スイープサービス
  - 住信SBIネット銀行MATSUI支店の口座開設により利用可能。

#### 出金
口座開設時に指定した出金先金融機関に出金する。振込手数料は無料。出金先金融機関は登録情報編集画面で変更できる。また、1〜3営業日の範囲で出金日を指定できる。
即時出金を利用する場合は、300円（税抜）の振り込み手数料が徴収される。ネットリンク入金で入金した分の出金やゆうちょ銀行を出金先にしている場合は対象外となる。
MATSUI Bankによる、スイープサービスも利用可能。住信SBIネット銀行MATSUI支店の口座開設が必要。

### その他
- NetFX
- ネット中国株
- 【行動ファイナンスに関わる研究への、個人投資家の売り買い履歴を伴う情報提供】
売買情報を含む個人情報（個人が完全には特定されないとされている）を、一橋大学の研究グループに提供することを決定。松井証券は「日本の行動ファイナンス研究の発展に寄与することができる」としている。この行動ファイナンスへの協力が発表された2007年5月30日から僅か約一週間以内の6月5日（6月4日に期限を6月末に変更すると発表）までに松井証券へ情報提供拒否を連絡しないと、売買情報等が自動的に一橋大学側へ提供されることとなった。そのため、連絡がいきわたっていない人々の売買情報を含む個人情報が、売買情報等の提供中止を申し出る機会を与えられないまま自動的に一橋大学の研究グループへ提供されることになった。その後、提供に同意しない顧客から「顧客にメリットがない」「情報が流用されるのでは」などの苦情や問い合わせが3000件以上もあり松井は研究の無期限延期を決めた。
- 2011年3月14日、大阪証券取引所の日経平均オプション取引イブニングセッションにおいて、日経平均オプション取引の松井証券のロスカット口座にて、ロスカット判定を受けてシステムの自動発注によるロスカット注文が始まり、松井証券のロスカット口座による異常値に対応したロスカット注文の連鎖により、同市場において実勢価格を著しくかい離した異常値が形成された。この問題で顧客の不足金も発生し松井証券はクリアリングハウスである大証に立替金を支払った。また、この問題については、通常では想定されない損害を被った複数の顧客から損害賠償請求の訴訟を提起される。

## 沿革
- 1918年5月 - 「松井房吉商店」として創業。
- 1931年3月 - 「株式会社松井商店」設立。
- 1947年12月 - 商号を「松井證券株式会社」に変更。
- 1948年8月 - 証券業登録。
- 1990年10月 - 外回り営業の廃止、併せて4箇所あった支店を閉鎖。
- 1996年4月 - 株式保護預かり料を無料にする。
- 1997年2月 - 店頭株式の手数料半額にする[7]。
- 1998年5月 - 「ネットストック」のブランド名で、国内で初めて本格的なインターネット取引サービスを開始。
- 1999年
  - 10月 - 「ボックスレート」手数料体系を開始。
  - 12月 - 「アカウント・プロテクション(預かり資産包括補償制度)」を導入。
- 2000年
  - 2月 - メールマガジン「松井証券マーケットプレゼンス」を創刊。
  - 6月 - 商号を「松井証券株式会社」に変更。
- 2001年
  - 1月 - 携帯電話による売買サービスを開始。
  - 2月 - 同一約定日の乗換売買「ループトレード」を開始。
  - 4月
    - 「NetFx(外国為替保証金取引)」を開始。
    - ネットストックでの立会外分売の取扱を開始。
    - 「ネットストックトレーダー」を導入。

  - 5月 - 「松井証券ディーリング・ブラウザ」を導入。
  - 8月 - 東京証券取引所市場第1部上場。
  - 12月 - 一橋大学大学院国際企業戦略研究科主催の「第1回ポーター賞」を受賞。
- 2002年
  - 2月 - 引受業務を開始。
  - 6月 - 「NetGold(貴金属保証金取引)」を開始。
  - 9月
    - カバードワラントの取扱を開始。
    - 「預株」制度を開始。

  - 10月
    - 外貨建MMFの取扱を開始。
    - 未成年口座の受付を開始。

  - 11月 - 贈与支援サービスを開始。
- 2003年
  - 6月 - ストックオプション融資サービスを開始。
  - 7月
    - グリーンシート銘柄の取扱を開始。
    - 無期限信用取引の取扱を開始。

  - 11月 - 「株券ゆうパック」サービスを開始。
- 2004年
  - 3月 - 本社機能を中央区日本橋から千代田区麹町に移転。
  - 5月 - りそなホールディングス傘下の4銀行（りそな銀行、埼玉りそな銀行、近畿大阪銀行、奈良銀行）と業務提携、これらの銀行窓口にて松井証券の口座開設申し込みが可能となる。
- 2005年
  - 3月 - 「ネット中国株」の取扱を開始。
  - 4月 - 日経平均株価指数先物取引・同オプション取引売建の取扱を開始。
  - 5月 - 夜間現物買取引「夜市(よいち)」を開始。
- 2023年
  - 10月2日 - 住信SBIネット銀行を所属銀行とする銀行代理店業務を開始。これに伴い、MATSUI Bankのサービスを開始。

## 事業所
- 本店（東京都千代田区麹町1丁目）: 2004年2月に本社機能を日本橋から移転。同年6月株主総会後に登記上も本店となる。 住友不動産から半蔵門ファーストビルのフロアを賃借している。社長、役員は通称パンダルーム（ガラス張りの部屋）の中で勤務している。
- 札幌センター（北海道札幌市中央区）: 2005年6月にコールセンターとして開設。札幌市が誘致。
- 日本橋営業所（東京都中央区日本橋1丁目）: 1979年1月から2004年2月まで2代目の本社として使用。登記上は2004年6月株主総会まで本店だった。松井土地建物（子会社）より賃借している。

### 廃止拠点
- 本店（初代）（東京都中央区日本橋茅場町1丁目）： 松井房吉が第一次世界大戦後の株価大暴落（1920年3月15日）時に、売り仕掛けで巨万の富を手にし、それを元手に建てたビル。戦災に耐え、1979年1月まで本社として使用。建物の上部に「マルロク」の社章がついていた。
- 長野センター（長野県岡谷市）： 1948年9月に岡谷営業所として開設。1998年2月、長野センターに改称。2002年2月、日本橋センターに統合され廃止。
- 茅野営業所（長野県茅野市）： 1986年10月に開設。1998年2月、長野センターに統合。
- 戸越支店（東京都品川区）： 1988年10月に開設。1997年5月、本店に統合。
- 曙橋支店（東京都新宿区）： 1990年に常務取締役営業本部長に就任した松井道夫（四代目社長）が、約3億円をかけて開設した支店。黒字だが将来性がないため、1994年に本店別館営業所に統合。撤退に約2億円かかったといわれ、高級仕様の革張りソファと支店長の机・イスは社長室にあるという。松井は著書「みんなが西向きゃ俺は東」で、失敗だったと回顧している。
- 本店別館営業所（東京都中央区）： 松井土地建物（子会社）から転賃借していた。
- 箱崎センター（東京都中央区日本橋箱崎町）： 松井土地建物（子会社）から転賃借していた。
- カスタマーサポートセンター新宿（東京都新宿区）： トランスコスモスに設備使用料を支払っていた。

## 関連人物・著名な出身者
- 松井房吉（創業者）
- 松井武（二代目）
- 松井正俊（三代目）
- 松井道夫（四代目）
- 三遊亭圓龍（落語家）